# Араш Лучник
Араш Лучник (Араш, перс. آرش کمانگیر Āraš-e Kamāngīr) — героїчний лучник, одна з центральних постатей іранської народної міфології (зокрема, епосу «Шах-наме»). У сучасному іраномовному світі ім'я Араш популярне серед чоловіків та для найменування різних технічних систем в Ірані.
Згідно з іранським фольклором, кордон між Іраном і прийшлими кочівниками Турана був встановлений стрілою, пущеною Арашем після того, як він поклав своє життя в постріл стріли. Стріла пролетіла кілька тисяч кілометрів, перш ніж встромилася в дерево. Міф лежить в основі трактування за епосом кордону іранських володінь по Амудар'ю, яка їх відокремлювала від кочових степів.

## Походження імені
За даними «Енциклопедії Іраніка», кілька джерел, включаючи Аль-Біруні, уважають, що ім'я Араш споріднене з Аршак, що походить від назви парфянської династії. Парфянський або східно-іранський еквівалент імені — Ардашир, тобто Артаксеркс, зокрема, Артаксеркс II, від якого вели своє походження парфянська династія Аршакідів. Таким чином, царі Персії пов'язували своє походження з героєм епосу Арашем Лучником.
Існує багато варіацій імені Араш: в Авесті ім'я згадується у формі Ерехша, в зороастрійській середньоперсидській мові — як Ераш (від чого походить англізоване Ерух); новоперські форми включають: Ераш, Іраш, Аараш. Ім'я Араш, як і його похідні, вкрай популярне в сучасному Ірані через свій міфологічний символізм.

## Міф про лучника
Легенда про Араша дається з повними подробицями лише у джерелах ісламського періоду. Окрім основної версії, є й інші трактування міфу, що відрізняються в деталях.
У війні між іранцями та ордами прийшлих східно-іранських кочовиків-туранців через «царську славу» (права володіння землею) туранський володар Афрасіяб оточив сили праведного іранського царя Манучехра. Обидві сторони безрезультатно борються і погоджуються укласти мир на таких умовах, що будь-яка земля, яка потрапляє на дальність пострілу з лука найкращого іранського лучника, повинна бути повернена іранцям, а решта — перейти до Афрасіаба та його кочовиків. Ангел (за Аль-Біруні, його звуть Ісфандарамад, але в будь-якому випадку мається на увазі божественна істота в поняттях зороастризму) дає священне знання праведному Манучехру, як сконструювати особливий лук і стріли, а Араша просять бути лучником.
Араш підіймається на гору Демавенд. Потім Араш зливається в одне ціле з луком для пострілу, і тому після пострілу гине і зникає, адже залишається лише один лук. Стріла, випущена Арашем, летіла сорок днів ходьби й пролетіла цю відстань від світанку до заходу сонця. Стріла вп'ялася на іншому березі Оксуса (Амудар'ї) у стовбур горіхового дерева і так поклала кордон по річці.

## Поема Касраї
Історія Араша не з'являється в жодних подробицях ані в придворному епосі, ані в романах, ані в популярній літературі, і, якщо не брати до уваги випадкових коротких алюзій, була практично втрачена для перського літературного світу, поки Ехсан Яршатер не відродив її у своїй праці «Староіранські міфи та легенди» 1957 року.
Однак міф стає популярним у сучасному Ірані лише після того, як іранський поет Сіаваш Касраї 1959 року написав довгу поему «Араш Лучник». Ця епічна розповідь, заснована на давньому перському міфі, зображує героїчну жертву Араша заради звільнення своєї країни від навали диких орд завойовників.

## Золота стріла Араша Лучника

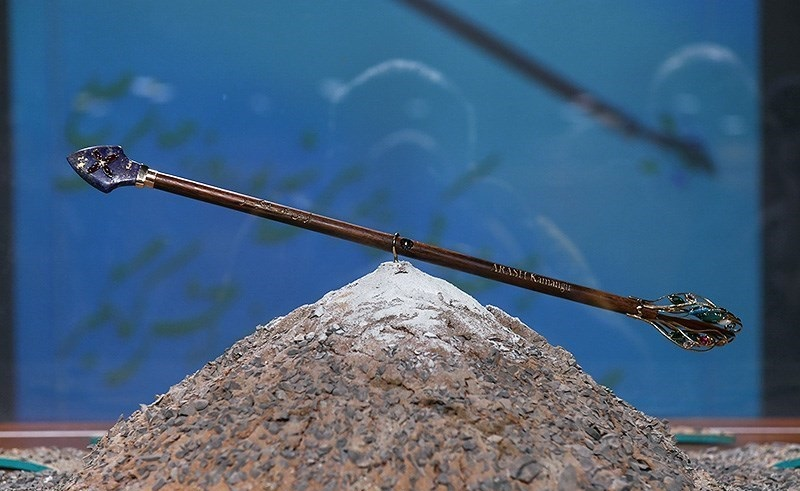

Поема Карсаї послужила основою для Церемонії золотої стріли Араша Камангіра (Лучника), запровадженої Всесвітнім інститутом Новруз з нагоди Всесвітнього дня миру. Прикрашена золотом та коштовностями стріла є символом церемонії. За іранською традицією вона не вручається комусь із літераторів чи діячів, а є спільним символом заходу.